# Volkswagen Phaeton
Volkswagen Phaeton – samochód osobowy typu limuzyna klasy samochodów luksusowych produkowany przez niemiecki koncern Volkswagen AG w latach 2002–2016.

## Historia modelu

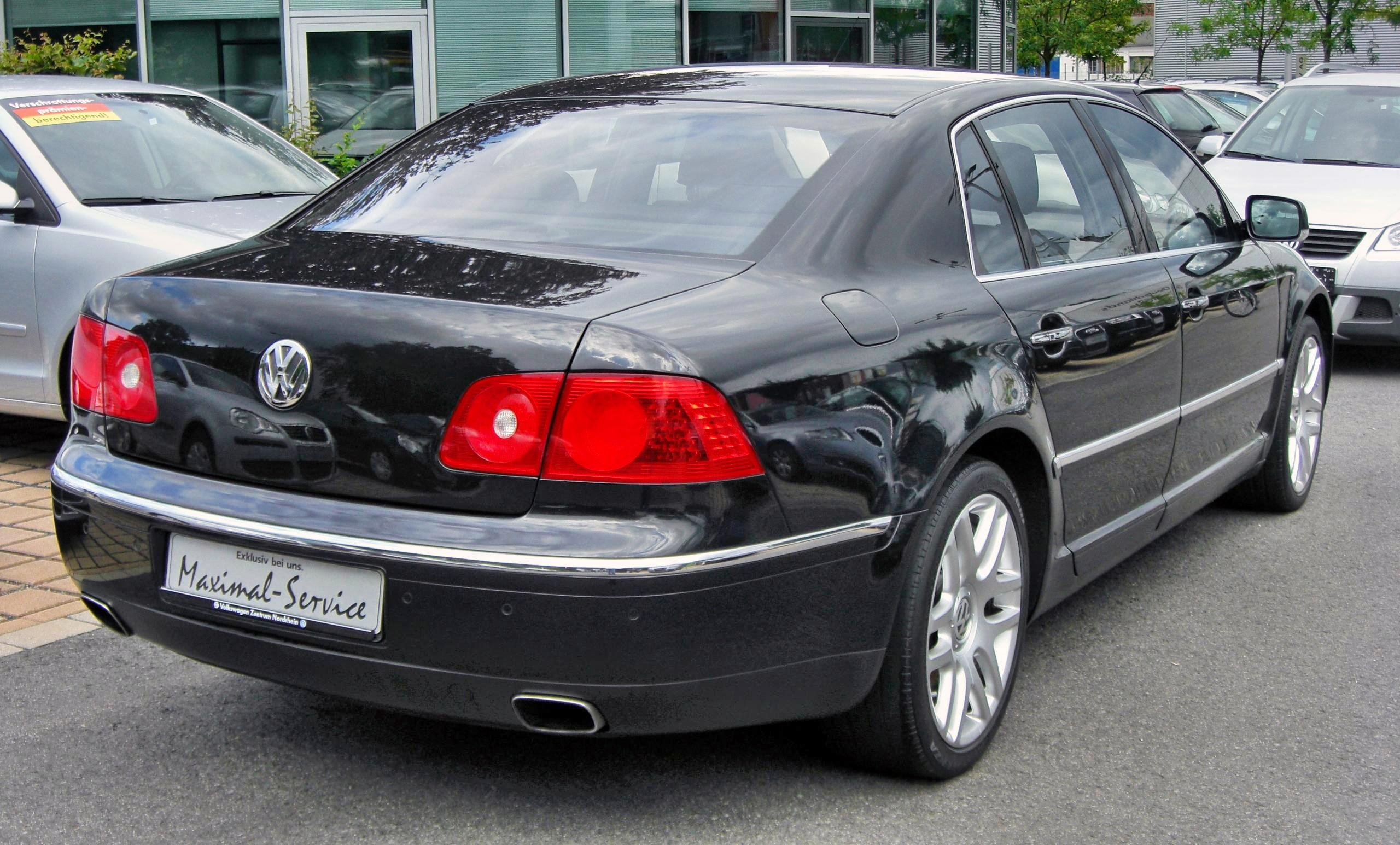
Volkswagen Phaeton – tył

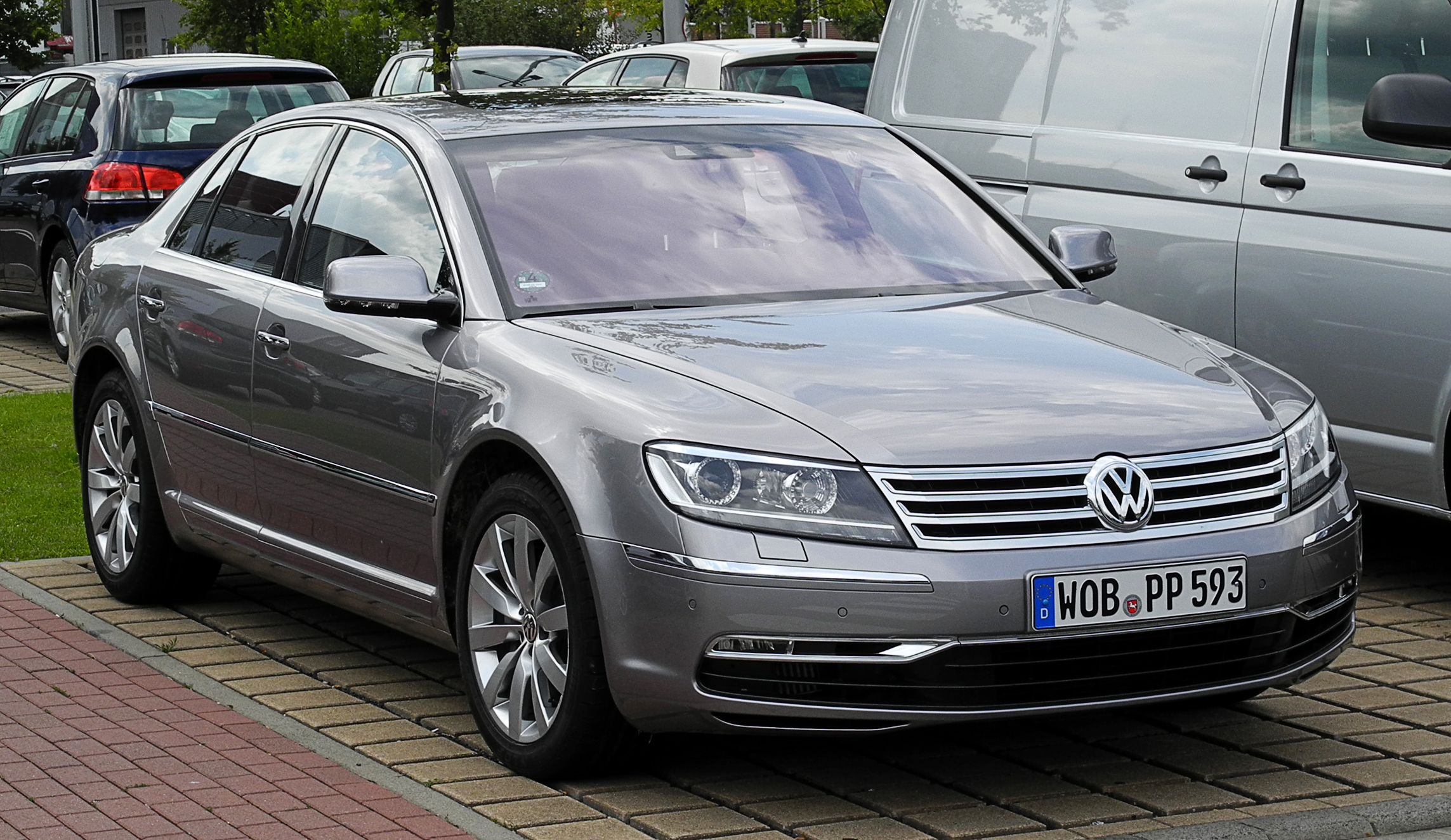
Volkswagen Phaeton po liftingu

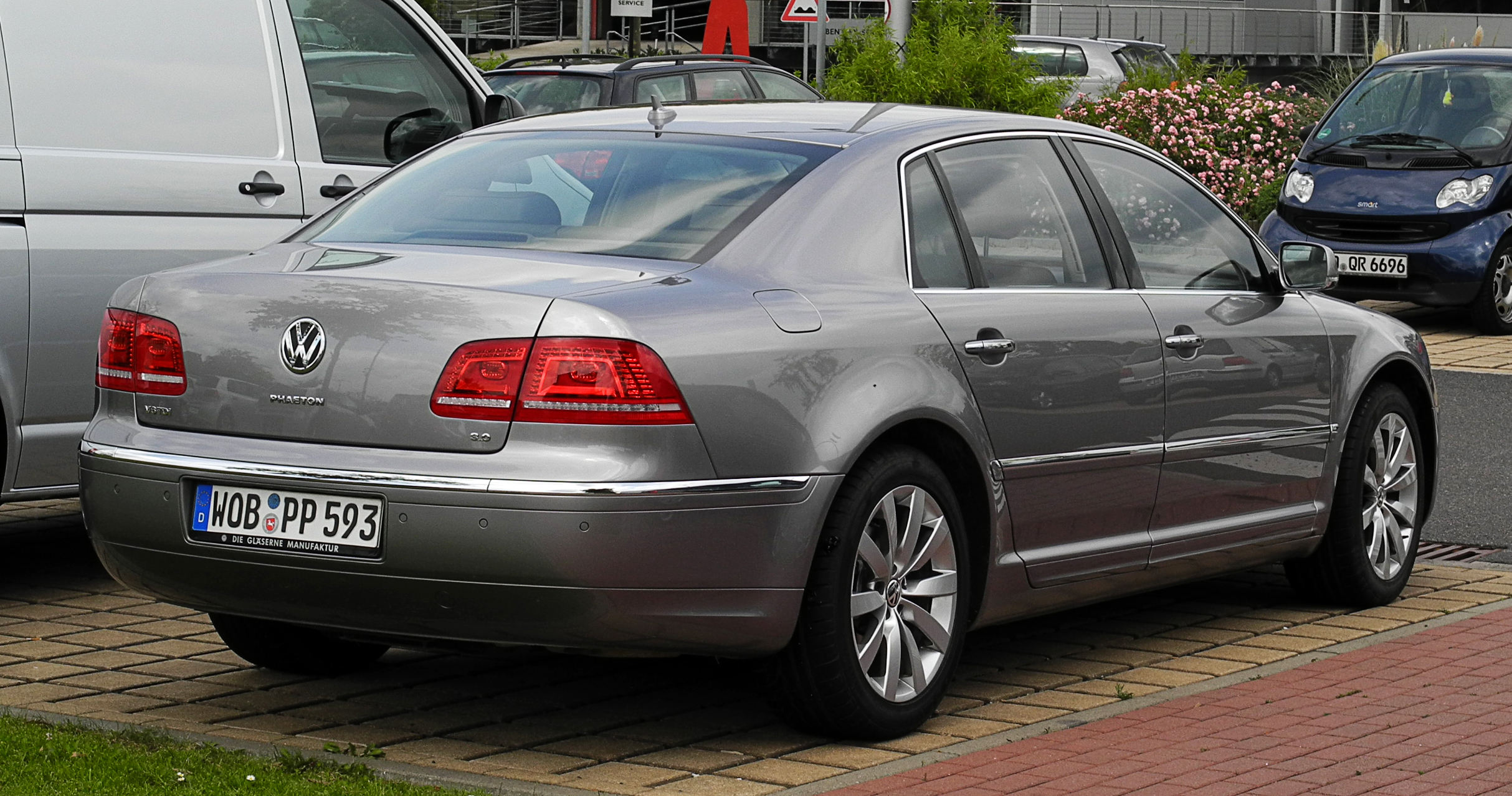
Volkswagen Phaeton – tył po liftingu

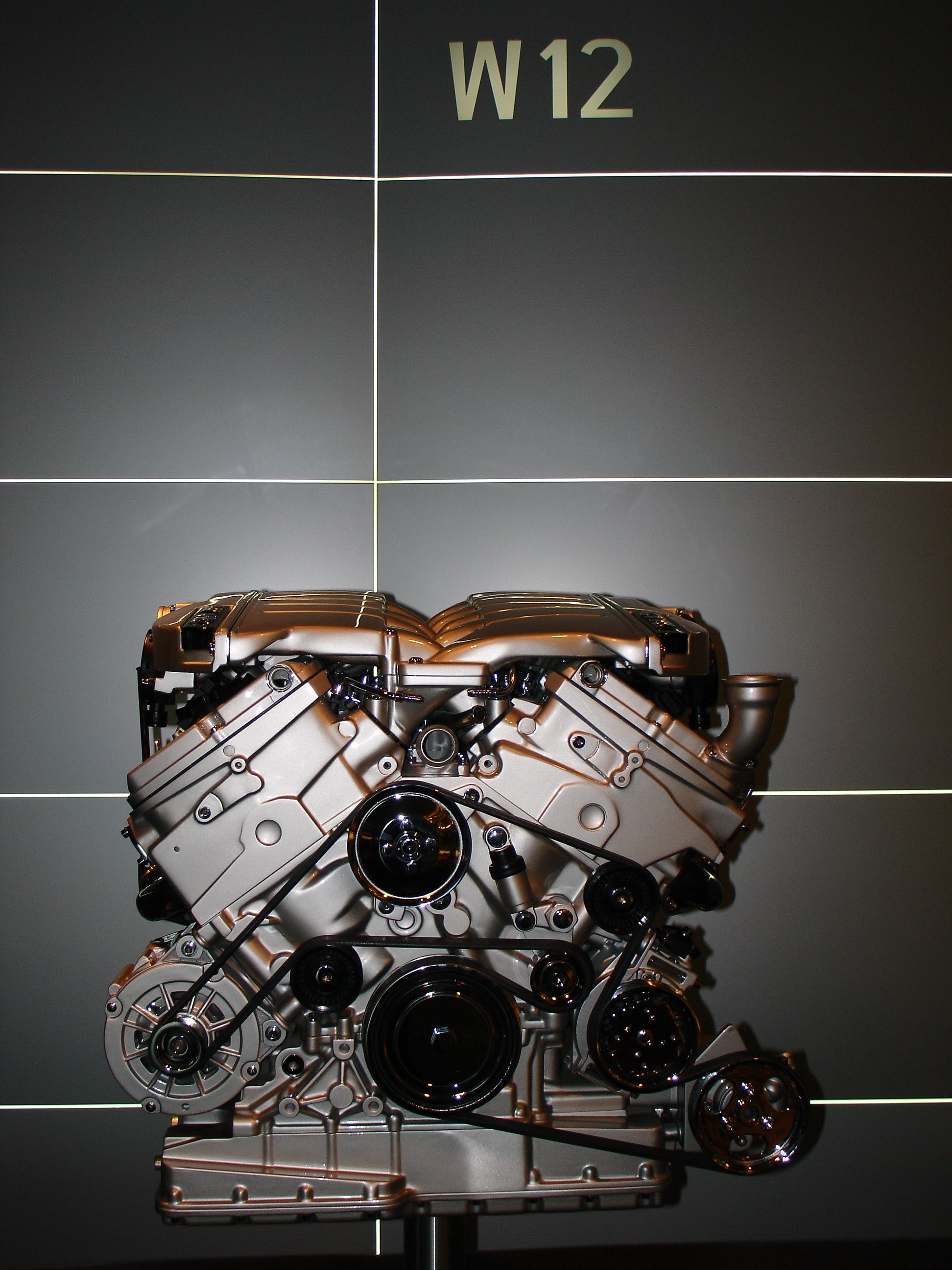
Silnik W12

Phaeton został po raz pierwszy zaprezentowany w 2002 roku. Pojazd został zbudowany na bazie konceptu Concept D zaprezentowanego w 1999 roku podczas targów motoryzacyjnych we Frankfurcie.
Nazwa Phaeton została zaczerpnięta z mitologii greckiej od imienia syna Boga słońca Heliosa.
Historia stworzenia pojazdu wiąże się z osobą Ferdinanda Piëcha – wnuka Ferdinanda Porsche, który w latach 1992–2002 był prezesem koncernu Volkswagen AG. Piëch odchodząc na emeryturę chciał pozostawić po sobie „niezwykły” samochód, który będzie przewyższać technicznie wszystkie dostępne wówczas inne luksusowe modele samochodów. Nadwozie pojazdu osadzono na płycie podłogowej D1, której użyto m.in. do produkcji Bentleya Continental Flying Spur.
W momencie debiutu pojazd napędzać mogły trzy silniki benzynowe VR6 3.2 241 KM, V8 4.2 335 KM, W12 6.0 420 KM oraz jeden silnik wysokoprężny V10 5.0 TDI 313 KM. W 2005 roku silnik wysokoprężny został zastąpiony silnikiem V6 3.0 TDI o mocy 225 KM. W tym samym roku do standardowego wyposażenia pojazdu dodano napęd na cztery koła oraz zaprezentowano przedłużoną odmianę Long.
W 2007 roku podczas targów motoryzacyjnych w Genewie zaprezentowano auto poddane pierwszemu face liftingowi, który objął nowe reflektory biksenonowe z funkcją doświetlania zakrętów, nowe wzory zderzaków, system nawigacyjny oparty na czytniku DVD, a także wsparcie dla technologii Bluetooth i MP3 oraz tempomat adaptacyjny. Do listy wyposażenia opcjonalnego dodano system, który skanuje przestrzeń przed pojazdem i w razie niebezpieczeństwa zatrzymuje pojazd oraz ostrzega w przypadku niebezpieczeństwa wokół pojazdu.
W 2008 roku auto poddano bardzo delikatnej modernizacji. Zmodyfikowano system multimedialny informacyjno-rozrywkowy z 8-calowym dotykowym ekranem i pamięcią 30 GB do przechowywania utworów MP3 i WMA, a także odtwarzaczem DVD, hybrydowym tunerem TV oraz szybkim mobilnym internetem (UMTS), kamerę cofania wspomagającą parkowanie oraz ceramiczne hamulce w wersji W12. Przy okazji przeprojektowano panel sterowania klimatyzacją, a także aktywny tempomat oraz wprowadzono asystenta zmiany pasa ruchu.
W 2010 roku podczas targów motoryzacyjnych w Pekinie zaprezentowano samochód po trzecim liftingu. Przeprojektowany został pas przedni pojazdu z nowym wzorem chromowanej atrapy chłodnicy. Zastosowano m.in. reflektory biksenonowe z wbudowanymi kierunkowskazami oraz wykonanymi w technologii LED światłami do jazdy dziennej i doświetlającymi zakręty oraz nowymi tylnymi lampami. Przy okazji liftingu podniesiono moc silnika wysokoprężnego z 225 do 240 KM oraz wprowadzono nowy silnik benzynowy w układzie VR6 o pojemności 3.6 l i mocy 276 KM, a do listy wyposażenia dodano lodówkę umieszczoną za tylnym podłokietnikiem.
W 2011 roku auto wycofano ze sprzedaży na rynku polskim natomiast na rynku amerykańskim oferowano go w latach 2004–2006 i ponownie od 2009 roku. W 2010 roku wprowadzono pojazd na rynek chiński.
W połowie 2015 roku auto przeznaczone na rynek chiński przeszło kolejny lifting. Zmieniono m.in. przednie reflektory biksenonowe, atrapę chłodnicy oraz diodowe światła tylne. Przy okazji dodano więcej chromowanych elementów nadwozia (m.in. listwy). We wnętrzu pojazdu w zagłówkach przednich foteli umieszczono dwa 10,2-calowe ekrany systemu multimedialnego, a także system audio Dynaudio z 12-kanałowym wzmacniaczem.
18 marca 2016 roku zakończono produkcję pojazdu z powodu niskiego popytu.
Platforma pojazdu produkowana w fabryce w Zwickau była bazą dla samochodów Bentley Continental GT i Bentley Continental Flying Spur.
Samochód plasuje się w rankingach niezawodności aut klasy luksusowej na drugim miejscu.

### Wyposażenie
- Long
- Premium

Standardowe wyposażenie pojazdu w zależności od rocznika produkcji obejmuje m.in. elektryczne sterowanie szyb, elektryczne sterowanie lusterek, elektrycznie sterowany fotel kierowcy z regulacją siedzeń w 12 płaszczyznach, wielofunkcyjną kierownicę, telefon satelitarny, nawigację satelitarną z 7-calowym ekranem, a od 2007 roku z DVD oraz ekranem dotykowym, telewizor, Bluetooth, ACC, podgrzewane i wentylowane fotele, a także czterostrefową, bezwiewną klimatyzację, inteligentny system spryskiwaczy oraz system kontroli wilgotności powietrza, pneumatyczne zawieszenie, reflektory ksenonowe, a od 2010 roku biksenonowe we wbudowanymi światłami do jazdy dziennej wykonanymi w technologii LED, skórzana lub wykonana z alcantary tapicerka.
Opcjonalnie pojazd wyposażyć można m.in. w 18-płaszczyznową regulację przednich foteli oraz od 2007 roku w system, który skanuje przestrzeń przed pojazdem i w razie niebezpieczeństwa zatrzymuje pojazd oraz ostrzega o niebezpieczeństwie wokół pojazdu.

### Silniki
| Silnik                | Pojemność skokowa [cm³] | Typ silnika        | Moc maksymalna [KM] przy obr./min | Maks. moment obrotowy [Nm] przy obr./min | Przyspieszenie 0–100 km/h [s] | Prędkość maks. [km/h] | Lata produkcji     |                    |                    |
| Silniki benzynowe:    | Silniki benzynowe:      | Silniki benzynowe: | Silniki benzynowe:                | Silniki benzynowe:                       | Silniki benzynowe:            | Silniki benzynowe:    | Silniki benzynowe: | Silniki benzynowe: | Silniki benzynowe: |
| --------------------- | ----------------------- | ------------------ | --------------------------------- | ---------------------------------------- | ----------------------------- | --------------------- | ------------------ | ------------------ | ------------------ |
| VR6 3.2               | 3189                    | VR6                | 241/6200                          | 315/2400                                 | 9,4                           | 239                   | 2002-2008          |                    |                    |
| VR6 3.6 FSI           | 3597                    | VR6                | 280/6250                          | 370/3500                                 | 8,6                           | 250                   | 2008-2016          |                    |                    |
| V8 4.2                | 4172                    | V8                 | 335/6500                          | 430/3500                                 | 6,9                           | 250                   | 2002-2016          |                    |                    |
| W12 6.0               | 5998                    | W12                | 420/6000                          | 550/3000                                 | 6,1                           | 250                   | 2002-2004          |                    |                    |
| W12 6.0               | 5998                    | W12                | 450/6050                          | 560/2750-5200                            | 5,9                           | 250                   | 2004-2011          |                    |                    |
| Silniki wysokoprężne: |                         |                    |                                   |                                          |                               |                       |                    |                    |                    |
| V6 3.0 TDI            | 2967                    | V6                 | 224/4200                          | 450/1400                                 | 9,1                           | 234                   | 2004-2006          |                    |                    |
| V6 3.0 TDI            | 2967                    | V6                 | 235/3750                          | 500/1400-3250                            | 8,7                           | 236                   | 2007-2008          |                    |                    |
| V6 3.0 TDI            | 2967                    | V6                 | 240/4000                          | 500/1500-3000                            | 8,3                           | 237                   | 2008-2016          |                    |                    |
| V10 5.0 TDI           | 4921                    | V10                | 313/4000                          | 750/2000                                 | 6,9                           | 250                   | 2003-2007          |                    |                    |